# Атрибуция
Атрибуцията е концепция в социалната психология, свързана с това, как индивидите обясняват причините за събитията, поведението на другите, а и своето собствено поведение.

## Видове атрибуции
Хайдер смята, че като активен възприемател на събития, средният човек продължително или спонтанно прави причинни заключения за това, защо се появяват събитията. Тези заключения стават убеждения или очаквания, които позволяват на личността да предсказва и разбира събитията, които наблюдава и преживява. Атрибутивната теория е свързана с това, как индивидите интерпретират събитията и как тези интерпретации са свързани с тяхното последващо поведение.
Двата главни типа атрибуции са: вътрешни и външни. Когато вътрешната атрибуция е направена, причината за дадено поведение е търсена в личността на индивида, нагласите, характера или диспозицията. Когато е направена външна атрибуция, причината за дадено поведение се търси в ситуацията, в която се наблюдава поведението, (тоест индивидът се държи така, поради окръжаващата среда или социалната ситуация). Тези два типа атрибуции водят до много различни възприятия на индивида и поведението (личностната е вътрешна, а ситуационната е външна).